# Matisia
Matisia es un género de fanerógamas con 68 especies perteneciente a la familia Malvaceae sensu lato, o en Bombacaceae. Se encuentra en los trópicos de América.

## Descripción
Son árboles. Hojas simples, enteras o algunas veces lobadas (especialmente en individuos jóvenes). Flores zigomorfas, solitarias, en pares, o fasciculadas, opuestas a las hojas o caulifloras en las ramas o el tronco; cáliz cupuliforme a tubular, generalmente 3–5-lobado, a veces alado; pétalos angostamente oblongos, blancos, verde claros o anaranjado claros (en Nicaragua); filamentos formando una columna estaminal alargada con cinco lóbulos apicales (como dedos) en los cuales nacen las 28–40 (90) anteras; estigma capitado o lobado. Fruto una baya fibrosa, generalmente asentada en el cáliz persistente, usualmente ensanchado y conspicuo, algunas veces comestible, con pericarpo fibroso-carnoso.

## Taxonomía
El género fue descrito por Aimé Bonpland y publicado en Plantae Aequinoctiales 1: 9, en 1805.

#### Etimología
Matisia: nombre genérico que hace honor al pintor y botánico neogranadino Francisco Javier Matís (1763 – 1851).

## Especies seleccionadas
- Matisia alata Little
- Matisia bracteolosa Ducke – Lúa o Machín zapote
- Matisia calimana Cuatrec.
- Matisia castano H.Karst. & Triana– Castaño
- Matisia coloradorum Benoist
- Matisia cordata Bonpl. – Zapote
- Matisia dolichopoda (A.Robyns) Cuatrec.
- Matisia dolichosiphon (A.Robyns & S.Nilsson) W.S.Alverson
- Matisia exalata W.S.Alverson
- Matisia glandifera Triana & Planch.
- Matisia jefensis (A.Robyns & S.Nilsson) W.S.Alverson
- Matisia lomensis Cuatrec. – Zapotillo
- Matisia ochrocalyx K.Schum.
- Matisia malacocalyx (A.Robyns & S.Nilsson) W.S.Alverson – Machín zapote
- Matisia palenquiana (A.Robyns & S.Nilsson) W.S.Alverson
- Matisia sanblasensis (A.Robyns) Cuatrec.
- Matisia stenopetala Standl. & Cuatrec.

## Usos de algunas especies
Los principales usos de algunas de las especies pertenecientes a este género son alimenticios, medicinales y artesanales.

#### Uso alimenticio
- Matisia cordata Bonpl. (sin. Quararibea cordata)
- Matisia glandifera Triana & Planch.

#### Uso medicinal
- Matisia calimana Cuatrec.
- Matisia malacocalyx (A.Robyns & Nilsson) W.S.Alverson

#### Uso artesanal
- Matisia bracteolosa Ducke

#### Uso como combustible
- Matisia lomensis Cuatrec.